# Wimmelburg
Wimmelburg es un municipio situado en el distrito de Mansfeld-Südharz, en el estado federado de Sajonia-Anhalt (Alemania), a una altitud de 170 metros. Su población a finales de 2015 era de unos 1200 habitantes y su densidad poblacional, 140 hab/km².